# Julius Röntgen
Julius Röntgen (ur. 9 maja 1855 w Lipsku, zm. 13 września 1932 w Bilthoven koło Utrechtu) – holenderski kompozytor, dyrygent i pianista pochodzenia niemieckiego.

## Życiorys
Syn Engelberta Röntgena (1829–1897), który był jego pierwszym nauczycielem. Studiował u Louisa Plaidy i Carla Reineckego (fortepian), Moritza Hauptmanna (harmonia i kontrapunkt) oraz Franza Lachnera (kompozycja). W latach 1873–1874 był akompaniatorem barytona Juliusa Stockhausena w Cannstatt. Od 1874 do 1878 roku uczestniczył w koncertach Bachverein w Lipsku. Od 1877 roku mieszkał w Amsterdamie, gdzie do 1926 roku uczył fortepianu w tamtejszej szkole muzycznej, w 1884 roku przekształconej w konserwatorium, którego w latach 1912–1924 był dyrektorem. Występował jako solista i kameralista, grając m.in. razem z Pau Casalsem. Był dyrygentem towarzystw śpiewaczych Excelsior (1884–1886) i Toonkunstkoor (1886–1898). Po przejściu na emeryturę w 1925 roku osiadł w Bilthoven.
Przyjaźnił się z Johannesem Brahmsem i Edvardem Griegiem. Był autorem biografii Griega (wyd. 1930). Dwukrotnie żonaty, pierwszy raz ze szwedzką skrzypaczką Amandą Maier (1853–1894), drugi raz z Holenderką Abrahaminą des Amorie van der Hoeven. Zarówno synowie z pierwszego małżeństwa: Julius (1881–1951) i Engelbert (1886–1958), jak i z drugiego: Johannes (1898–1969), Edward Frants (1902–1969) i Joachim (1906–1989), zostali muzykami.
Odznaczony został krzyżem kawalerskim Orderu Oranje-Nassau, krzyżem kawalerskim norweskiego Orderu Świętego Olafa oraz krzyżem kawalerskim Orderu Korony Rumunii.

## Twórczość
Muzyka Röntgena należy do okresu postromantycznego. We wczesnych utworach widoczny jest wpływ Schumanna i Brahmsa, w późniejszych Regera i Debussy’ego. W swoich kompozycjach często wykorzystywał elementy ludowe z muzyki różnych narodów. Skomponował 21 symfonii, 7 koncertów fortepianowych, 2 koncerty skrzypcowe, 2 koncerty wiolonczelowe, 3 opery (Agnete, Samum, Der lachende Kavalier), ponadto liczne utwory kameralne.